# Bruno Catarzi
Bruno Catarzi (Signa, 5 gennaio 1903 – Firenze, 21 gennaio 1996) è stato uno scultore e incisore italiano.

## Biografia
Nato a Signa il 5 gennaio 1903 in una modestissima casa, secondogenito di Agostino calzolaio e di Ida Berti trecciaiola, nella sua prima adolescenza conobbe lo scultore Oreste Calzolari, direttore della Manifattura di Signa, il quale lo avviò alla scultura.
Nel 1919 rimase orfano dei genitori, deceduti per la pandemia di spagnola, e nel 1920 perse anche il suo mentore, ritiratosi a Mestre e scomparso dopo pochi mesi; si ritrovò così privo di possibilità finanziarie per proseguire gli studi. Riconosciuto il suo talento, venne aiutato da alcuni compaesani che organizzarono una mostra delle sue opere e una sottoscrizione pubblica, grazie alla quale il giovane poté frequentare l'Accademia di belle arti di Firenze e diplomarsi con Domenico Trentacoste, nel cui studio continuerà per un triennio il suo tirocinio artistico.
Nel 1928 sposò Margherita Fasolo e spostò la sua attività da Signa a Firenze; la loro unione si interruppe alla fine del 1933 e, pur non procedendo ad una separazione legale, essi rimasero separati per sempre. La moglie morì nel 1955 e questo consentì a Catarzi di risposarsi con la pittrice Mippia Fucini, da anni sua vicina di casa e di studio.
Un'altra attività che lo ebbe tra i massimi protagonisti è l'arte della medaglia, per la quale nel dopoguerra aveva fondato una scuola. Tra le numerose medaglie quelle per Michelangelo, Giorgio Vasari, Galileo Galilei, Renato Fucini, Enrico Caruso, Evita Perón; tre dedicate a granduchi medicei e ai pontefici, da Pio IX a Giovanni Paolo II; il medaglione-ritratto di Artemio Franchi, collocato nel 1984 nello Stadio Comunale di Firenze. Ultima committenza, la medaglia per Giovanni Spadolini che, ingrandita, è nella lastra tombale dello statista al Cimitero delle Porte Sante.
La sua attività espositiva enumera oltre centoventi collettive, tra le quali la quadriennale di Roma (1935), la Biennale di Venezia (1936), il Premio de Il Fiorino di Firenze (1959) oltre a numerose mostre e rassegne internazionali della Medaglia.
Insegnante negli anni Trenta alla Scuola d’Arte di Pistoia (tra gli allievi ebbe Agenore Fabbri e Jorio Vivarelli), tornò ad insegnare dal 1963 al '73 all'Istituto d’Arte di Arezzo.
Accademico delle Arti del Disegno di Firenze, fu presidente della Commissione Artistica della Società di Belle Arti e cofondatore del Gruppo Donatello, attivissima compagine di artisti nella Firenze dal dopoguerra ad oggi, della quale fu anche vicepresidente.

## Opere

### Sculture
- Legionario Partente, San Remo
- La Giustizia, Scuola di Guerra Aerea – Firenze
- La maternità, la Famiglia, La carità, Parco Monumentale Forest Lawn presso Los Angeles
- Purosangue, Johannesburg
- Naik, Bombay

### Medaglie
- Michelangelo
- Giorgio Vasari
- Galileo Galilei
- Renato Fucini
- Enrico Caruso
- Eva Peron
- Pio IX
- Giovanni Paolo II
- Artemio Franchi
- Valerio Santelli
- Villaggio Scolastico Artigiano di Signa

## Mostre
- Quadriennale di Roma, 1935
- Biennale di Venezia, 1936
- Mostra Nazionale d'Arte Trieste, 1952
- Mostra Nazionale della Medaglia Contemporanea, Palazzo Pretorio - Arezzo, 1964
- Bruno Catarzi scultore, 1903-1996.Mostra antologica,disegni, sculture,medagli,a cura di Marco Moretti, Signa, Ex Società Corale Gaetano Donizetti, 17 dicembre 2005-29 gennaio 2006.